# コルチェスター

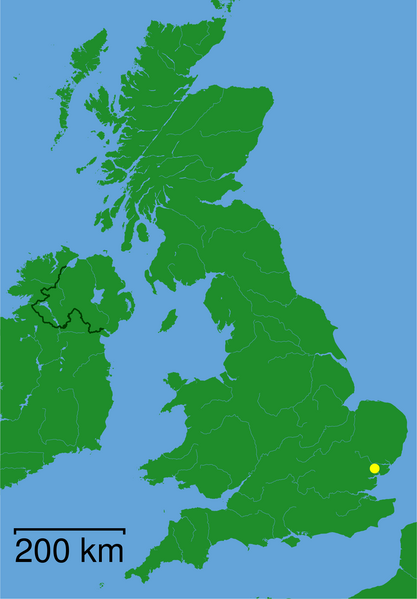
コルチェスターの位置

コルチェスター（Colchester）は、イギリスのイングランド南東部エセックスの都市。行政上、エセックスのバラ・オブ・コルチェスター内の中心である。

## 歴史

### 古代ローマ時代
コルチェスターは、紀元77年にガイウス・プリニウス・セクンドゥスによって記述されたことを理由に、ブリテン諸島で最古の町であると主張している。ケルト語での名前はカムロドゥノン（戦の神カムロスの要塞、の意味）であった。紀元43年のローマのブリタニア征服で、ローマ軍の地方の要塞がつくられ、カムロドゥノンの名はローマ風にカムロドゥヌムと改められた。カムロドゥヌムは最初のローマ帝国軍のブリタニアでの首都であったが、紀元61年のケルト女王ブーディカの反乱による攻撃を受け破壊された。破壊の後幾度か、ロンドンがブリタニア地域の首都となったが、地元民の集まりは、コルチェスターにあるクラウディウス神殿で行われた。のち、ローマ支配が北へ移動すると、カムロドゥヌムはローマの植民市（コロニア）を意味する名前コロニア・クラウディア・ヴィクトリケンシス・カムロドゥヌムとなった。

### ローマ以後とサクソン侵入
400年前後にコルチェスターの防御を迅速に再編成した証拠には、バルケーン・ゲートの封鎖が含まれる。考古学的発掘物は、公の建物が打ち捨てられていることを証明し、8世紀の年代史家ネンニウスは自身の作った30のブリテンの主要都市リストの中で、コルチェスターをCaer Colunと呼んで記載を残した。考古学者モーティマー・ホィーラーは、ロンドン、コルチェスター、セント・オールバンズ間の三角形に初期アングロサクソン人らが欠如していることを最初に提案し、アングロサクソン人の到来後も『ローマ支配の三角形』の下でブリタニア支配が続いていたことを示すものであるとした。しかしその頃から、発掘物はいくつかの初期サクソン人占領をさらけ出している。5世紀のローマ人住宅遺跡の上に建つ木製のあばら屋がそれである。サクソン人らは町をColne ceaster、コロニアのローマ人要塞と呼んだ。ホリー・トリニティー教会の塔は後期サクソン様式である。9世紀後半、イースト・アングリアからヴァイキングたちがやってきてコルチェスターとエセックスの大半を荒らし回った。町はヴァイキング支配を受けそれが920年まで続き、エドワード長兄王軍の包囲により降伏した。

### 中世

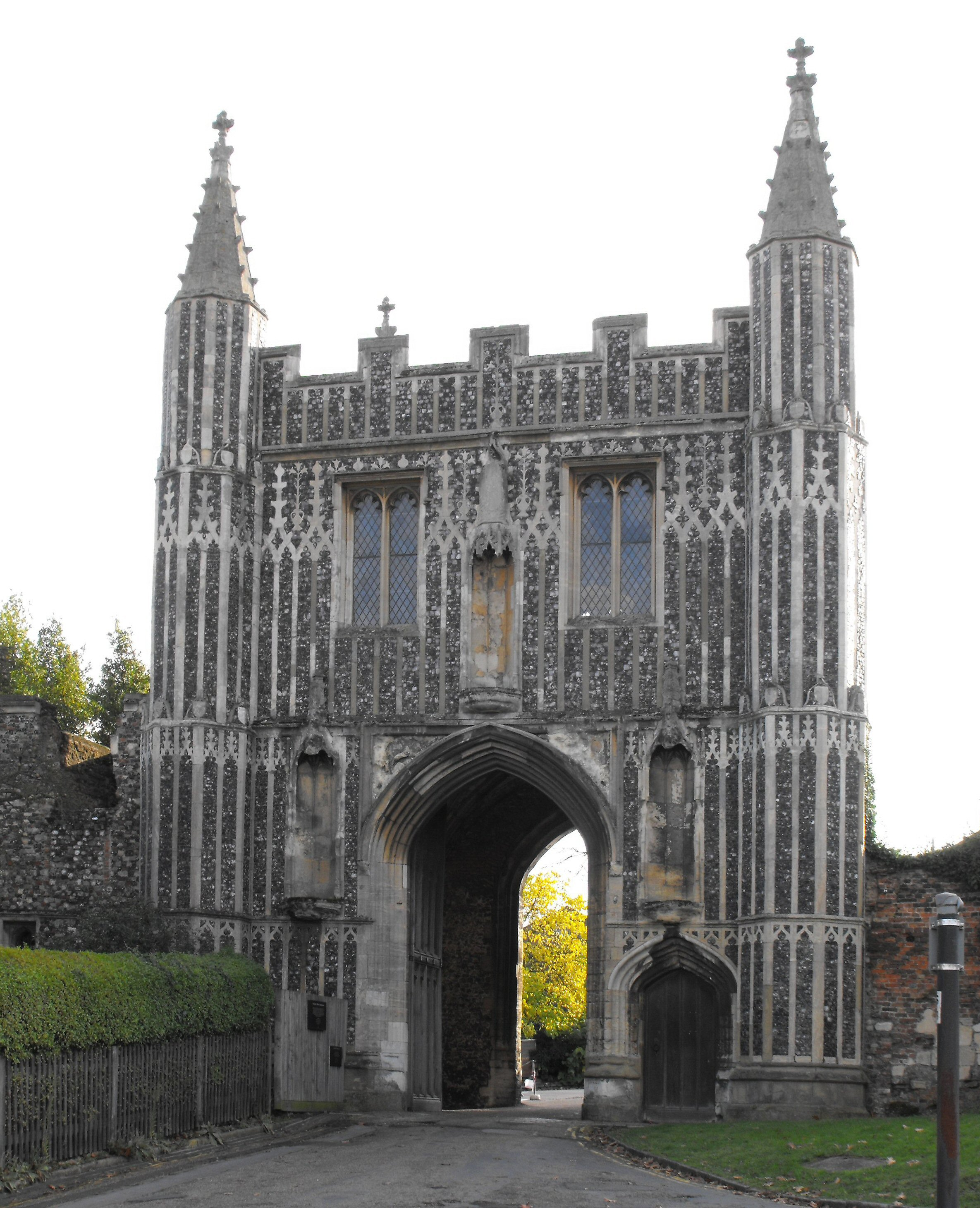
セント・ジョンズ修道院ゲート

中世コルチェスターのシンボルとなっていたのは、11世紀にノルマン人が建てたコルチェスター城だった。城は古いローマ神殿の地下納骨堂上に建てられた。コルチェスターには注目される中世の遺跡がある。ベネディクト会派のセント・ジョンズ修道院の門番小屋と、聖アウグスチノ修道会派の小修道院セント・ボトルフが現存する。

### 王家の勅書
1189年、コルチェスターはリチャード獅子心王から最初の特権を授かった。特権は、リチャード王がイングランドから去る旅の途中、ドーバーで与えられた。1989年に勅書自治都市として800周年を祝った。

### テューダー朝
1550年から1600年まで、フランドルからやってきた大勢の紡績業者と服飾職人たちがコルチェスターとその周辺に移住した。彼らは赤褐色の彩色生産とセイズ生地の生産の栄誉を受けた。コルチェスター中心部地域は今も『ダッチ・クオーター』で知られ、多くの建物はテューダー朝期からのものである。この時代のコルチェスターは、イングランドで最も繁栄している羊毛業自治体の一つであった。古いローマ時代の城壁が走るノースゲート・ストリート沿いに、ダッチ・クオーターがある。

### イングランド内戦

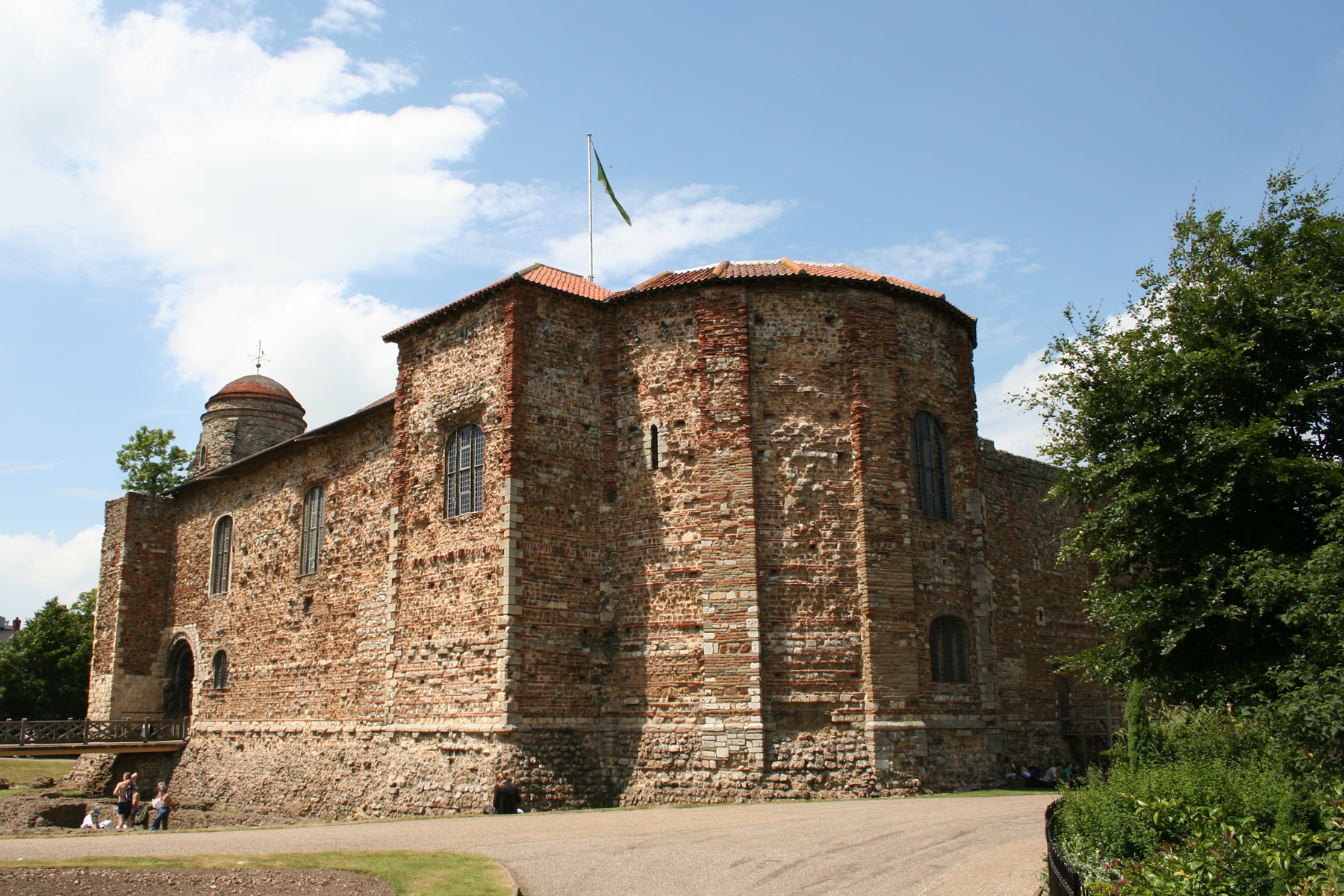
コルチェスター城

1648年、第二次イングランド内戦（イングランド内戦）の最中、チャールズ・ルーカスとジョージ・リール率いる王党派が町に入城した。トーマス・フェアファクスとヘンリー・アイアトン指揮の議会派の軍が町を11週半包囲した（コルチェスター包囲戦）。王党派は晩夏に降伏し、首領ルーカスとリールはコルチェスター城内で処刑された。2人が処刑された場所には小さなオベリスクが建つ。

### ヴィクトリア朝
コルチェスターはヴィクトリア朝建築で知られる。コルチェスター・タウン・ホールとジャンボ・ウォーター・タワーはその壮麗な姿で知られる。1884年、マグニチュード5.2と見積もられたコルチェスター地震に見舞われた。

## 経済
イギリスのディーゼルエンジン製造会社パックスマン・ディーゼルズは、1865年以来コルチェスターと結びついてきた。ジェームズ・パックスマンは、ヘンリーとチャールズのデイヴィー兄弟とパートナーとなり、標準的な鉄製品加工の店を開いたのである。1925年、パックスマンは最初のスプリング・インジェクション・オイル・エンジンを開発、1966年にイングリッシュ・エレクトリック・ディーゼル・グループ傘下となった。のちGECグループの一部となった。1930年代まで、パックスマン社の主要ビジネスはディーゼル・エンジンの製造だった。

## 軍事
コルチェスターは古代ローマ支配時代より重要な軍の駐屯地であった。かつてコルチェスター駐屯地には、ロイヤル・アングリアン連隊のエセックス連隊が駐屯していた。現在は、第16空中強襲旅団戦闘団の団本部が置かれている。

## 交通

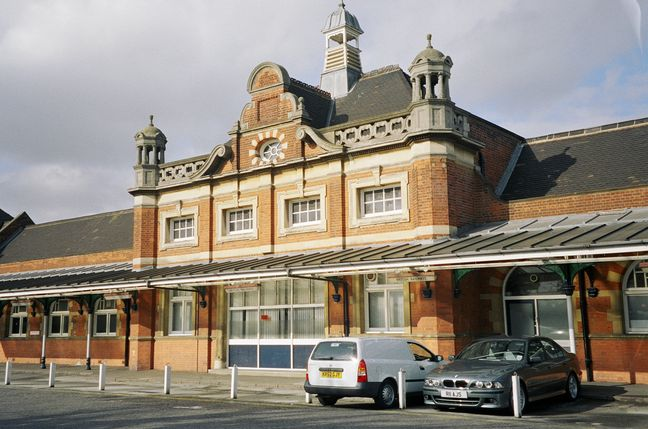
コルチェスター・タウン・レール・ステーション

移動はバスが主流であり、コルチェスターに8社が乗り入れている。鉄道は、ロンドンとノリッジとを結ぶ路線のほぼ中心に位置し、両都市から電車で約1時間。
町の中心地に位置するテンポラリ・バス・ステーションがバスターミナルとして使用されているが、一時的なものであるため、セント・ボトルフのタウン・レール・ステーションにおいてバスターミナルを機能させる計画が上がっている。

## 姉妹都市
- - ヴェッツラー, ドイツ
- - アヴィニョン, フランス
- - イーモラ, イタリア